# Fazal Ilahi Chaudhry
Fazal Ilahi Chaudhry (Gujrat (Brits-Indië), 1 januari 1904 – Lahore (Pakistan), 2 juni 1982) was een Pakistaans politicus. Hij was de vijfde president van het land.

## Levensloop
Chaudry behaalde in 1925 een graad in de rechten aan de Aligarh University en in 1927 een master in de politicologie aan de Punjab University. Na zijn studie werd hij advocaat. Hij stelde zich verkiesbaar voor de volksraad van Gurjat en werd zonder tegenstand gekozen.
In 1942 werd Chaudry lid van de Moslimliga. In 1945 werd hij gekozen tot de voorzitter van de partij in Gurjat. In die hoedanigheid speelde hij een belangrijke rol bij de verkiezingen in 1946 en groeide uit tot een fervent uitdrager van de ideeën van de partij. Richting de onafhankelijk van Pakistan nam hij een steeds prominentere rol in binnen de partij.
Na de onafhankelijkheid kreeg hij de post van secretaris van het parlement. Later werd hij benoemd tot minister van Onderwijs en Gezondheidszorg. In 1952 vertegenwoordigde hij Pakistan bij de Verenigde Naties. Bij de verkiezingen in 1951 werd Chaudry gekozen in het parlement van de deelstaat Punjab en in 1956 in het nationale parlement. In 1962 maakte hij de overstap naar de Convention Muslim League, een factie die was afgesplitst van de Moslimliga en zich achter president Mohammed Ayub Khan schaarde. Van 1963 tot 1965 was hij voor de eerste keer voorzitter van het parlement. Later maakte hij de overstap naar de Pakistan Peoples Party en was namens die partij van 1972 tot 1973 voorzitter van het parlement.
Chaudry volgde in 1973 partijleider Zulfikar Ali Bhutto op als president van Pakistan. Bhutto zelf werd premier. De functie van president was grotendeels ceremonieel. De werkelijke macht lag grotendeels bij de premier. Dit was zo sinds de nieuwe grondwet van 1973. Daarvoor ging de president over de benoeming van de president. In 1979 trad Chaudry af nadat generaal Mohammed Zia-ul-Haq de macht had gegrepen door een coup te plegen. Zia-ul-Haq had respect voor de vroegere president en kwam hem zelfs nog op zijn sterfbed bezoeken.
Iskandar Mirza · Mohammed Ayub Khan · Yahya Khan · Zulfikar Ali Bhutto · Fazal Ilahi Chaudhry · Mohammed Zia-ul-Haq · Ghulam Ishaq Khan ·
Wasim Sajjad · Farooq Leghari · Wasim Sajjad · Mohammed Rafiq Tarar · Pervez Musharraf · Mohammed Mian Soomro · Asif Ali Zardari · Mamnoon Hussain · Arif Alvi ·
Asif Ali Zardari